# Убузан

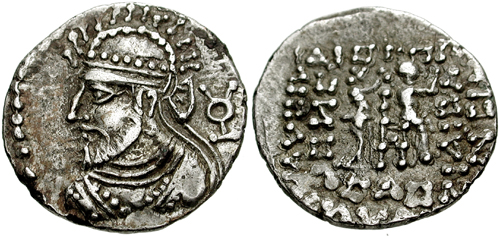
Монета с изображением Убузана

Убузан — индо-парфянский царь, правивший в I веке.

## Биография
Монеты с именем Убузана были найдены в Систане и Джамму. Согласно греческой легенде обнаруженного нумизматического материала Убузан именуется сыном Ортагна. По замечанию Дж. Крибба и Д. МакДовэлла, имя Гондофара, которое упоминается на монетах Убузана и других индо-парфянских правителей, приобрело нарицательное значение, превратившись в титул. По мнению исследователей, преемником Убузана стал Пакор.